# Bahnhof Leymen

Der Bahnhof Leymen (französisch Gare de Leymen) ist der Bahnhof der elsässischen Ortschaft Leymen im Sundgau. Er liegt am Streckenkilometer 13,72 der meterspurigen und elektrifizierten Bahnstrecke Basel–Rodersdorf und ist deren einzige Station auf französischem Territorium. Betrieben wird diese seit 1974 von der schweizerischen Baselland Transport AG (BLT). Der mittlerweile unbesetzte Durchgangsbahnhof befindet sich am Südrand des Ortes an der Rue de la Flüh und ist außerdem durch die Rue de la Gare mit der Ortsmitte verbunden. Das Empfangsgebäude steht bahnrechts an der Nordseite der Strecke, das heißt zur Ortschaft hin.

## Geschichte

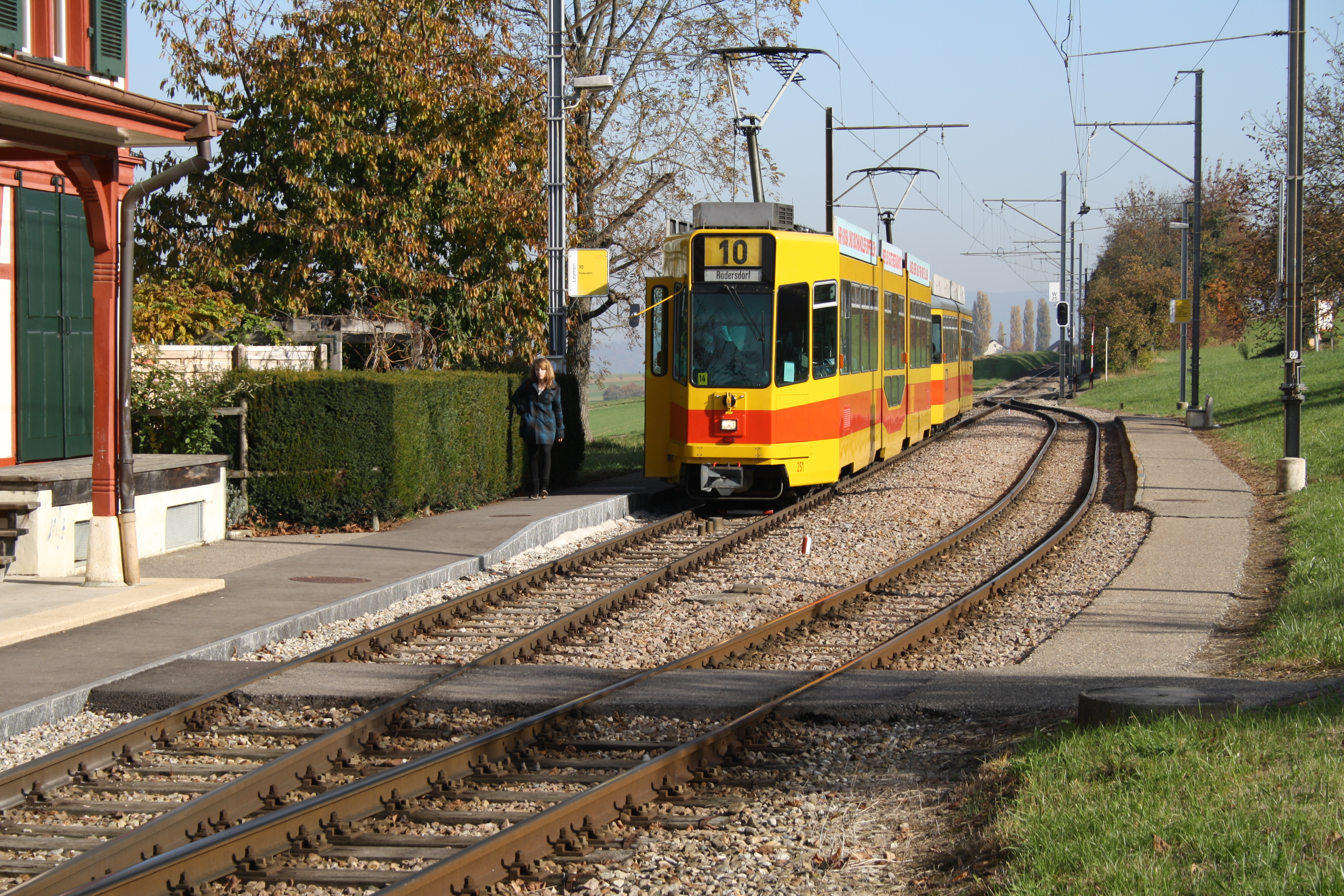
BLT-Zug in Leymen, 2009

Der Bahnhof wurde am 1. Mai 1910 eröffnet, als die damalige Birsigthalbahn-Gesellschaft (BTB) die Verlängerung ihrer einzigen Bahnstrecke von Flüh bis Rodersdorf in Betrieb nahm. Damals gehörte Leymen noch zum Deutschen Reich, dieses hatte dem Bau des 2,95 Kilometer langen Abschnitts über sein Territorium nur unter der Bedingung zugestimmt, dass auch Leymen eine Station erhält. Seit dem Anfang 1974 erfolgten Betreiberwechsel von der BTB zur BLT ist letztere für den Betrieb verantwortlich. 1997 wurde das im Fachwerkstil errichtete Empfangsgebäude vollständig renoviert.

## Betrieb
Leymen verfügt über zwei Außenbahnsteige und wird von der BLT-Linie 10 von Rodersdorf nach Dornach bedient. Sie verkehrt im 30-Minuten-Takt beziehungsweise in den Spitzenzeiten im 15-Minuten-Takt. Dabei kreuzen sich die Züge ganztägig in Leymen, wobei diejenigen Richtung Rodersdorf vom Hausbahnsteig (Gleis 1) und die in Richtung Basel vom Gleis 2 abfahren. Da Frankreich zur Eurozone gehört, der Bahnhof aber von einem schweizerischen Unternehmen betrieben wird und zudem in den Tarifverbund Nordwestschweiz (TNW) integriert ist, akzeptierte der örtliche Fahrkartenautomat lange Zeit ausschließlich Schweizer Franken.